# Sybra bifuscoplagiatipennis
Sybra bifuscoplagiatipennis là một loài bọ cánh cứng trong họ Cerambycidae.